# Muggsy Bogues
Tyrone Curtis „Muggsy“ Bogues (* 9. ledna 1965, Baltimore, USA) je bývalý americký basketbalový hráč. S výškou 160 cm je historicky nejmenším mužem, který kdy hrál za prestižní basketbalovou ligu NBA.
Na pozici rozehrávače hrál za čtyři týmy, a to Washington Bullets (1987–88), Charlotte Hornets (1988–1997), Golden State Warriors (1997–1999) a Toronto Raptors (1999–2001).